# 朱国萍 (官员)
朱国萍（1957年—），江苏南通人，汉族，中华人民共和国政治人物、第十二届全国人民代表大会上海地区代表。
毕业于空军指挥学院经济管理专业，加入中国共产党。担任长宁区虹桥街道虹储居委会党总支书记、主任。2008年起担任全国人大代表。2013年，被选为全国人大代表。2018年2月24日，当选为第十三届全国人大代表。